# Calogero Mannino
Pour les articles homonymes, voir Mannino.
Calogero Antonio Mannino, né le 20 août 1939 à Asmara (Érythrée) est un homme politique italien. 

## Biographie
Docteur en droit, il est avocat.
Membre de l'aile gauche de la Démocratie chrétienne, fonctionnaire régional et conseiller provincial d'Agrigente, il est élu député à l'Assemblée régionale sicilienne pour le collège d'Agrigente lors des élections régionales de 1967 et est réélu en 1971. Il est assesseur régional pour les Finances dans les gouvernements Fasino, Giummarra et Bonfiglio qui se succèdent entre le 10 août 1971 et le 4 mai 1976, date de sa démission. 
À partir du congrès régional de la DC à Agrigente en 1982, la volonté du nouveau secrétaire national du parti Ciriaco De Mita de renouveler les cadres du parti trop proche de la mafia, Calogero Mannino participe à la direction régionale avec Sergio Mattarella et Rosario Nicoletti. En 1985, il est élu au poste de secrétaire régional du DC en Sicile. 
En amont des élections générales italiennes de 1987, la coordination anti-mafia, réunissant différentes sensibilités de la lutte antimafia palermitaine, inclut Calogero Mannino parmi les députés à ne pas élire en raison de leur proximité avec la mafia, ce qui provoque le départ des adhérents de l'ACLI de cette coordination. 
Alors qu'il est nommé ministre des Transports dans le gouvernement Goria en juillet 1987, il est accusé avec Aristide Gunnella par Mario Capanna, député et ancien secrétaire de la Démocratie prolétarienne, lors du vote de confiance le 4 août, d'entretenir des liens avec la mafia sicilienne.
En mars 1992, à l'annonce de la décision de la Cour suprême confirmant les condamnations du maxi-procès, il fait afficher par son parti dans les principales villes de grandes affiches annonçant « Contre la mafia, quoi qu'il en coûte. »
Après la mort de Lima, se sentant menacé, il tente de négocier par le truchement de Vito Ciancimino un accord avec Cosa Nostra,.